# 中缅铁路
中缅铁路是指連接中國雲南省和緬甸的鐵路，為规划建设中的泛亚铁路的一个组成部分，起点为中国云南省的昆明市，终点为缅甸仰光，全长约1920公里。

## 详情
中缅铁路主要由以下部分组成：
- 昆明-楚雄-大理铁路，长350公里，已于2018年7月1日建成并开始运营。昆明和大理之间只需要2小时的车程。
- 大理至瑞丽铁路，长340公里，大理至保山段2022年7月22日开通运营，保山至瑞丽段建设中。
- 中缅边境瑞麗市木姐镇至腊戍，直线距离约130公里，尚无铁路。
- 腊戍-曼德勒铁路和曼德勒—仰光铁路，长约900公里，为缅甸既有米轨铁路。

另外，根據兩國在2011年簽訂的諒解備忘錄，中國將斥資20億美元（156億港元）興建一條長1215公里，橫跨緬甸皎漂（Kyaukpyu）至中國昆明市的鐵路，落成後將由中鐵運營50年。2014年7月德新社和irrawaddy消息，由于缅甸有政黨及部族擔心，該鐵路讓中國可長驅直進，將危害國家安全，種種因素導致計劃擱置。